# Tournoi de tennis Ginny Championships
Le Ginny Championships est un tournoi de tennis féminin du circuit professionnel WTA.
C'était le championnat pour les 8 événements Ginny de niveau inférieur. Toutes les candidates avaient gagné l'un des événements Ginny au cours de l'année passée.
Deux éditions de l'épreuve ont été organisées, en 1983 à Honolulu (Hawaï) et en 1985 à Port Sainte-Lucie (Floride).

## Palmarès

### Simple
| No | Date       | Nom et lieu du tournoi                 | Catégorie | Dotation  | Surface         | Vainqueure         | Finaliste       | Score         |         |
| -- | ---------- | -------------------------------------- | --------- | --------- | --------------- | ------------------ | --------------- | ------------- | ------- |
| 1  | 07-11-1983 | Ginny Championships, Honolulu          |           | 100 000 $ | Moquette (int.) | Kathleen Horvath   | Carling Bassett | 4-6, 6-2, 7-6 | Tableau |
| 2  | 31-12-1984 | Ginny Championships, Port Sainte-Lucie |           | NC        | Dur (int.)      | Catarina Lindqvist | Terry Holladay  | 6-3, 6-1      | Tableau |

### Double
| No | Date       | Nom et lieu du tournoi                | Catégorie | Dotation  | Surface         | Vainqueures                     | Finalistes                            | Score         |         |
| -- | ---------- | ------------------------------------- | --------- | --------- | --------------- | ------------------------------- | ------------------------------------- | ------------- | ------- |
| 1  | 07-11-1983 | Ginny Championships Honolulu          |           | 100 000 $ | Moquette (int.) | Rosalyn Fairbank Candy Reynolds | Lea Antonoplis Barbara Jordan         | 5-7, 7-5, 6-3 | Tableau |
| 2  | 31-12-1984 | Ginny Championships Port Sainte-Lucie |           | NC        | Dur (int.)      | Betsy Nagelsen Paula Smith      | Christiane Jolissaint Marcella Mesker | 6-3, 6-4      | Tableau |